# Irène Tiendrébéogo
Irène Dimwaogdo Tiendrébéogo (Alto Volta, (en la actualidad Burkina Faso), 27 de febrero de 1977) es una exatleta burkinesa.
Representó su país en los Juegos Olímpicos de Atlanta 1996.
Compitió en el salto de altura.
Participó en los Juegos Panafricanos:
- en 1995, Harare (Zimbabue)
- en 1999, Johannesburgo (Sudáfrica)

También participó en el Campeonato Mundial de Atletismo:
- en 1995, Gotemburgo (Suecia)
- en 1997, Atenas (Grecia)
- en 1999, Sevilla (España)